# À la hache

À la hache est un court métrage français réalisé par Yves Caumon (Prix Jean-Vigo 2000 pour Les filles de mon pays), sorti en 2002.

## Synopsis
Au lieu de chercher du travail, ou de se distraire avec Lysiane (Valérie Crunchant), Martial (David Mandineau) s’obstine à couper du bois à la hache... 
Ce film a été présenté au Festival de Cannes 2002 dans la sélection de l'ADAMI “Talents Cannes 2002”

## Fiche technique
- Réalisateur : Yves Caumon
- Scénario : Yves Caumon
- Genre : court métrage
- Durée : 6 min

## Distribution
- Valérie Crunchant : Lysiane
- David Mandineau : Martial